# Teun van Dijk

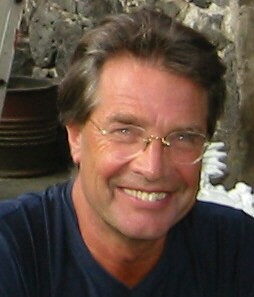
Teun van Dijk

Teun Adrianus van Dijk (* 7. Mai 1943 in Naaldwijk, Niederlande) ist ein Sprachwissenschaftler und Rassismusforscher.
Er arbeitet zurzeit an der Universität Pompeu Fabra in Barcelona. In Deutschland hatte er Einfluss auf die Rassismusforschung und die Entwicklung der Kritischen Diskursanalyse. Gemeinsame Forschungen fanden im Rahmen der Duisburger Schule der Kritischen Diskursanalyse, in Zusammenarbeit mit Siegfried Jäger und dem Duisburger Institut für Sprach- und Sozialforschung statt. Teun van Dijk entwickelte grundlegende Analysemethoden zur empirischen Erforschung des Alltagsrassismus.

## Werke

### 1970er
- Moderne literatuurtheorie. Een experimentele inleiding. (Modern theory of literature. An experimental introduction). Amsterdam: van Gennep, 1971.
- Taal. Tekst. Teken. Bijdragen tot de literatuurtheorie. (Language. Text. Sign. Contributions to the theory of literature). Amsterdam: Atheneum, Polak & van Gennep, 1971. (Essay Award of the City of Amsterdam)
- Beiträge zur generativen Poetik. München: Bayerischer Schulbuch Verlag, 1972.
- Some aspects of text grammars. A Study in theoretical poetics and linguistics. The Hague: Mouton, 1972.
- Text and context. Explorations in the semantics and pragmatics of discourse. London: Longman, 1977.
- Het literatuuronderwijs op school. Een kritische analyse. (Teaching literature at school. A critical analysis). Amsterdam: Van Gennep, 1977.
- Taal en handelen. Een interdisciplinaire inleiding. (Language and action. An interdisciplinary introduction). Muiderberg: Coutinho, 1978.
- Tekstwetenschap. Een interdisciplinaire inleiding. (Discourse studies. An interdisciplinary introduction). Utrecht: Het Spectrum, 1978. (In deutscher Übersetzung: Textwissenschaft. Eine interdisziplinäre Einführung. Tübingen: Niemeyer, 1980. ISBN 3-484-10416-3.)
- The structures and functions of discourse. An interdisciplinary introduction to textlinguistics and discourse studies. Text of lectures given at the University of Puerto Rico at Rio Piedras. University of Amsterdam, Unpublished ms. 1978.

### 1980er
- Macrostructures. An interdisciplinary study of global structures in discourse, interaction, and cognition. Hillsdale, NJ: Erlbaum, 1980.
- Studies in the pragmatics of discourse. The Hague/Berlin: Mouton, 1981.
- Minderheden in de media. (Minorities in the media). Amsterdam: SUA, 1983.
- Prejudice in discourse. Amsterdam: Benjamins, 1984.
- Communicating Racism. Ethnic Prejudice in Thought and Talk. Newbury Park, CA: Sage, 1987.
- Schoolvoorbeelden van racisme. De reproduktie van racisme in maatschappijleerboeken. (Textbook examples of racism. The reproduction of racism in social science textbooks). Amsterdam: Socialistische Uitgeverij Amsterdam, 1987.
- News as Discourse. Hillsdale, NJ: Erlbaum, 1988. ISBN 0-8058-0828-0.
- News Analysis. Case studies of international and national news in the press. Hillsdale, NJ: Erlbaum, 1988.
- Jazyk, poznanie, kommunikatsia. (Language, Cognition and Communication). Moscow: Progress, 1989 (Collection of articles, translated from English).

### 1990er
- Racism and the Press. London: Routledge, 1991. ISBN 0-415-04733-1.
- Discurso, cognicão, interacão. (Discourse, Cognition, Interaction). São Paulo: Contexto, 1992. (Collection of articles translated from English).
- Elite discourse and racism. Newbury Park, CA: Sage, 1993. ISBN 0-8039-5070-5.
- Society, cognition and discourse: In Chinese, collection of articles translated from English. Beijing: China Book Company, 1993.
- Il discurso razzista. La riproduzione del pregiudizio nei discorso quotidiani. Presentazione di Laura Balbo. Messina: Rubbettino.
- Discurso, poder y cognición social. Conferencias de Teun A. van Dijk. Special issue of Cuadernos Maestría en Lingüística (Universidad del Valle, Cali, Colombia), 2(2), 1994.
- Prensa, racismo y poder. México: Universidad Iberoamericana, 1995. (Translation in Spanish of the papers „Power and the News Media“ and „Elites, Racism and the Press“).
- Discourse, racism and ideology. La Laguna: RCEI Ediciones, 1996.
- Racismo y análisis crítico de los medios. Barcelona: Paidos, 1997.
- Ideology. A Multidisciplinary Approach. London: Sage, 1998 (2nd ed. 2007).

### Ab 2000
- De Rasoel-Komrij affaire. Amsterdam: Critics, 2003.
- Dominación étnica y racismo discursivo en España y América Latina. Barcelona: Gedisa, 2003.
- Discourse and racism in Spain and Latin America published by Benjamins. Amsterdam, 2005.
- Discurso, Notícia e Ideologia. Estudos na Análise Crítica do Discurso. Porto: Campo das Letras, 2005.
- Discourse Studies. Editor of 5 Vols., Los Angeles: Sage, 2007. ISBN 978-1-4129-3617-0.(Introduction als PDF-Datei; 1,4 MB.)
- Discourse and Context. A Sociocognitive Approach. Cambridge: Cambridge Univ. Press, 2008.